# Barbie Girl
Singles de Aqua
My Oh My
(1997) Didn't I
(1997)
Pistes de Aquarium
My Oh My
(2) Good Morning Sunshine
(4)
Barbie Girl est une chanson du groupe scandinave Aqua, sortie en 1997, qui est leur troisième single et leur premier titre à sortir au Royaume-Uni et en France. La chanson fait partie de l'album Aquarium et a été écrite par Claus Norreen et Søren Nystrøm Rasted après que le groupe a vu une exposition sur la culture kitsch.[réf. nécessaire]

## Description
Les paroles de la chanson mettent en avant Barbie et Ken, les poupées inventées par l'entreprise Mattel. La chanson et le clip mettent en scène Lene dans le rôle de Barbie et René Dif dans le rôle de Ken. Le sujet et les paroles de la chanson ont entraîné des poursuites judiciaires de la part de Mattel.[réf. nécessaire][évasif]
Barbie Girl s'est vendu à plus de 8 millions d'exemplaires dans le monde entier et reste aujourd'hui encore, l'un des plus grands succès du groupe.

## Clip vidéo
- Réalisateur : Peder Pedersen & Peter Stenbæk
- Année de réalisation : 1997
- Lieu : Danemark
- Durée : 03:20
- DVD : Barbie Girl, Mania Remix, The Diary, The Video Collection & Singstar (PS2)

- Description :

Dans l'univers parfait et coloré de Barbie, Barbie (Lene) reçoit la visite de Ken (René) qui lui propose d'aller faire la fête avec sa belle décapotable. Celle-ci est plutôt réticente et préfère vaquer à des activités dignes de la femme moderne, à savoir : faire du roller, écouter de la musique, faire de la natation, de l'équitation, s'occuper de son chien, lire un magazine (My Little Sea Horse), bronzer, se faire belle…
Ken, très stéréotypé, lui, se contrefiche de ce que fait Barbie et ne pense qu'à la sortir pour crâner devant ses amis. Celle-ci finira d'ailleurs par se laisser convaincre et il l'emmènera faire un tour dans sa belle décapotable. Søren et Claus seront d'ailleurs présents, à l'arrière de la voiture.
Une fête a finalement lieu chez Barbie, Ken et deux de leurs amis sont présents. Søren et Claus, eux, font partie de l'orchestre. Alors que les quatre amis font une farandole, Ken arrache accidentellement le bras en plastique de Barbie, mais celle-ci finit par lui pardonner une fois qu'il a remis en place ce bras.
Le clip se termine par le traditionnel baiser au clair de lune.

## Procès
Mattel a attaqué en justice le groupe, l'accusant d'avoir violé la marque de fabrique de Barbie, terni sa réputation et transformée en objet sexuel.
Aqua répondit que Mattel avait imputé sa propre interprétation aux paroles de la chanson, et que MCA Records ne laisserait pas leur single à succès se faire censurer. La justice tranche en faveur de MCA et Aqua, défendant le droit de parodie.
Ironie de l'histoire, Mattel utilise depuis 2009 la rythmique de Barbie Girl pour ses publicités télé.

## Liste des pistes
Voici la liste des pistes du single Barbie Girl par format et selon le pays.
1997CD Single / K7 Europe
1. Barbie Girl (radio edit) – 3:16
2. Barbie Girl (extended version) – 5:14

1997Vinyl France
1. Barbie Girl (Radio Edit) - 3:16
2. Barbie Girl (Extended Version) - 5:14
3. Barbie Girl (Spike's Anatomically Correct Dub) - 7:55

 Royaume-Uni/ États-Unis
CD1
1. Barbie Girl (radio edit) – 3:22
2. Barbie Girl (extended version) – 5:12
3. Barbie Girl (Perky Park Club Mix) – 6:23
4. Barbie Girl (Spikes Anatomically Correct Dub) – 7:55

CD2
1. Barbie Girl (CD-ROM vidéo)
2. Barbie Girl (radio edit) – 3:22
3. Barbie Girl (Dirty Rotten Scoundrels 12" G-String mix) – 8:37
4. Barbie Girl (Dirty Rotten Peroxide Radio mix) – 4:10

12" maxi 1
1. Barbie Girl (Spike's Anatomically Correct dub) – 8:01
2. Barbie Girl (extended version) – 5:17
3. Barbie Girl (Spike's Plastic mix) – 8:47
4. Barbie Girl (radio edit) – 3:16

12" maxi 2
1. Barbie Girl (original extended mix) – 5:14
2. Barbie Girl (Dirty Rotten G-String mix) – 8:37
3. Barbie Girl (Dirty Rotten Peroxide mix) – 4:10

12" maxi
1. Barbie Girl (Perky Park club mix) – 6:13
2. Barbie Girl (Spike's Anatomically Correct dub) – 7:55

 Australie -  Canada
CD maxi
1. Barbie Girl (radio edit) – 3:16
2. Barbie Girl (Spike's Plastic mix) – 8:47
3. Barbie Girl (Spike's Anatomically Correct dub) – 8:01
4. Barbie Girl (extended version) – 5:14

## Crédits
- Écrit par Norreen, Nystrøm, Dif, Rasted
- Performed : Norreen, Rasted
- Voix : G. Nystrøm, Dif
- Hair and make-up ; Fjodor Øxenhave
- Styling : Aqua, Bjarne Lindgreen
- Artwork : Peter Stenbæk
- Photo : Robin Skoldborg
- Producteur, arranged et mixage audio : Norreen, Jam, Delgado, Rasted

## Classement, certifications et ventes
| Classement (1997)                         | Meilleure position |
| ----------------------------------------- | ------------------ |
| Australie (ARIA)                          | 1                  |
| Autriche (Ö3 Austria Top 40)              | 2                  |
| Belgique (Flandre Ultratop 50 Singles)    | 1                  |
| Belgique (Wallonie Ultratop 50 Singles)   | 1                  |
| Canada (RPM)                              | 4                  |
| Canada Dance (RPM)                        | 1                  |
| Danemark (Tracklisten)                    | 2                  |
| Europe (Eurochart Hot 100)                | 1                  |
| Finlande (Suomen virallinen lista)        | 3                  |
| France (SNEP)                             | 1                  |
| Allemagne (Media Control Charts)          | 1                  |
| Irlande (IRMA)                            | 1                  |
| Italie (FIMI)                             | 1                  |
| Pays-Bas (Dutch Top 40)                   | 1                  |
| Nouvelle-Zélande (RMNZ)                   | 1                  |
| Norvège (VG-lista)                        | 1                  |
| Espagne (AFYVE)                           | 2                  |
| Suède (Sverigetopplistan)                 | 1                  |
| Suisse (Schweizer Hitparade)              | 1                  |
| Royaume-Uni (The Official Charts Company) | 1                  |
| États-Unis Billboard Hot 100              | 7                  |
| États-Unis Billboard Hot Dance Club Play  | 21                 |

| Classement annuel (1997)                 | Position |
| ---------------------------------------- | -------- |
| Australie Classement single              | 2        |
| Australie Classement single              | 7        |
| Autriche Classement single               | 11       |
| Belgique (Flandre) Classement single     | 2        |
| Belgique (Wallonie) Classement single    | 2        |
| Canada RPM Classement single             | 67       |
| Pays-Bas Top 40                          | 3        |
| France Classement single                 | 5        |
| Suisse Classement single                 | 34       |
| États-Unis Billboard Hot 100             | 94       |
| États-Unis Billboard Hot Dance Club Play | 21       |
| Classement de fin d'année (1998)         | Position |
| France Classement single                 | 33       |
| Suisse Classement single                 | 19       |

| Pays        | Certification | Date             | Ventes certifiés |
| ----------- | ------------- | ---------------- | ---------------- |
| Australie   | 3 × Platine   | 1997             | 210 000          |
| Autriche    | Platine       | 13 janvier 1998  | 30 000           |
| France      | Diamant       | 27 novembre 2004 | 75 000           |
| Allemagne   | Platine       | 1997             | 500 000          |
| Suède       | 3 × Platine   | 19 janvier 1998  | 60 000           |
| Suisse      | Platine       | 1997             | 60 000           |
| Royaume-Uni | 2 × Platine   | 5 décembre 1997  | 1 200 000        |

## Historique de sortie
| Pays        | Date de sortie     |
| ----------- | ------------------ |
| Europe      | 14 mai 1997        |
| Royaume-Uni | 1er septembre 1997 |
| États-Unis  | 1er septembre 1997 |

## Commentaires
- Dans la chanson Back from Mars de leur deuxième album Aquarius, le groupe fait une référence à la chanson : « This is awesome, Just fantastic, I will live my life in plastic. » («  C'est génial, Juste fantastique, Je vais vivre ma vie en plastique » Pour dénoncer justement la sexualisation des femmes due à la société de consommation.)

- Le groupe fait également allusion à la chanson Barbie Girl dans Back to the 80's : « Hooray for Poltergeist and Barbie girls » (« Hourra pour Poltergeist et les filles Barbie »)

- Outre dans l'album Aquarium, Barbie Girl apparait dans les albums Aqua Mania Remix (1998), Bubble Mix (1998), Remix Super Best (2002), Cartoon Heroes : The Best Of Aqua (2002), Play With Me (2003), Barbie Girl 2007 (2007) et Greatest Hits (2009).

- En 1997, Ome Henk, un chanteur comique néerlandais réalise une reprise parodique (en néerlandais) Neem een ander in de maling[46]. Souvent attribuée, à tort, au groupe Rammstein.

- Le groupe de punk rock Home Grown l'a repris en cover, mais elle ne figure sur aucun de leurs albums.

- En 2007, Rob Mayth sort l'album de remix Barbie Girl 2007.

- En 2011, Ben l'Oncle Soul a repris cette chanson dans l'album Soul Wash Lesson One

- En 2016, le rappeur marseillais Jul a sorti un remix de Barbie Girl dans son album My World[47]
- En 2018, la chanteuse américaine Ava Max en propose une reprise comprenant de nouvelles paroles, sous le titre Not Your Barbie Girl.
- En 2021, Booba a sorti son remix de la chanson, Rapti World
- Le 24 février 2021, le clip vidéo atteint le milliard de visionnages sur la plateforme YouTube[48].
- Le 23 juin 2023, Nicki Minaj et Ice Spice font une reprise de Barbie Girl intitulée Barbie World et celle-ci fait partie de la bande originale du film Barbie. Cette chanson atteint les meilleures places des charts internationaux dont la France, les États-Unis ou encore le Canada.
- En 2024, elle est reprise sous le tire Barbie girl in Havana par Sverre Indris Joner & Hovedøen Social Club qui en font une version Latin jazz//Cha cha cha.